# Zалупа RocK
Zалупа RocK — музичний альбом Zлого Rепера Zеника (творчий псевдонім Андрія Кузьменка), записаний на студії «На Хаті рекордз» та виданий у 2012 році як інтернет-реліз. Матеріал альбому сповнений великою кількістю ненормативної лексики, комедійного змісту та жорсткого сарказму щодо різноматнітних побутових явищ.

## Список пісень
| #  | Назва              | Тривалість |
| -- | ------------------ | ---------- |
| 1. | «Іспанія»          | 3:10       |
| 2. | «Ти дохуя пиздиш»  | 2:24       |
| 3. | «Гондурас»         | 3:26       |
| 4. | «Металісти»        | 3:06       |
| 5. | «Піздєц»           | 2:58       |
| 6. | «Каракулєва Шуба»  | 3:11       |
| 7. | «Баба з хуйом»     | 2:47       |
| 8. | «ГМО»              | 2:43       |
| 9. | «Разом нас багато» | 3:19       |

## Цікаві факти
За словами Андрія Кузьменка пісню Іспанія було написано про його сусіда з Новояворівська, якого покинула дружина, поїхавши на Піренейський півострів, після чого чоловік придбав собі гумову жінку та почав життя самотнього алкоголіка.
Альбом під таким псевдонімом Zлого Rепера Zеника за словами співака був єдиним і продовження цей проєкт не мав.